# 于中行
于中行（?—?），山东掖县人，清朝政治人物。

## 生平
于中行曾于1746年接替迟惟执任崇明县知县一职，1748年由迟惟执接任。